# Hyla molleri
La raganella iberica (Hyla molleri Bedriaga, 1890) è una anuro appartenente alla famiglia Hylidae.

## Descrizione
È una rana di dimensioni medio-piccole, che raggiunge una lunghezza di 3,5-4,5 cm.

Fino a tempi recenti è stata considerata sottospecie di Hyla arborea, ma nel 2008 studi di filogenesi molecolare hanno permesso di elevarla a specie..
Il colore è verde accesso con ventre biancastro, una banda scura corre lungo i fianchi.

## Distribuzione e habitat

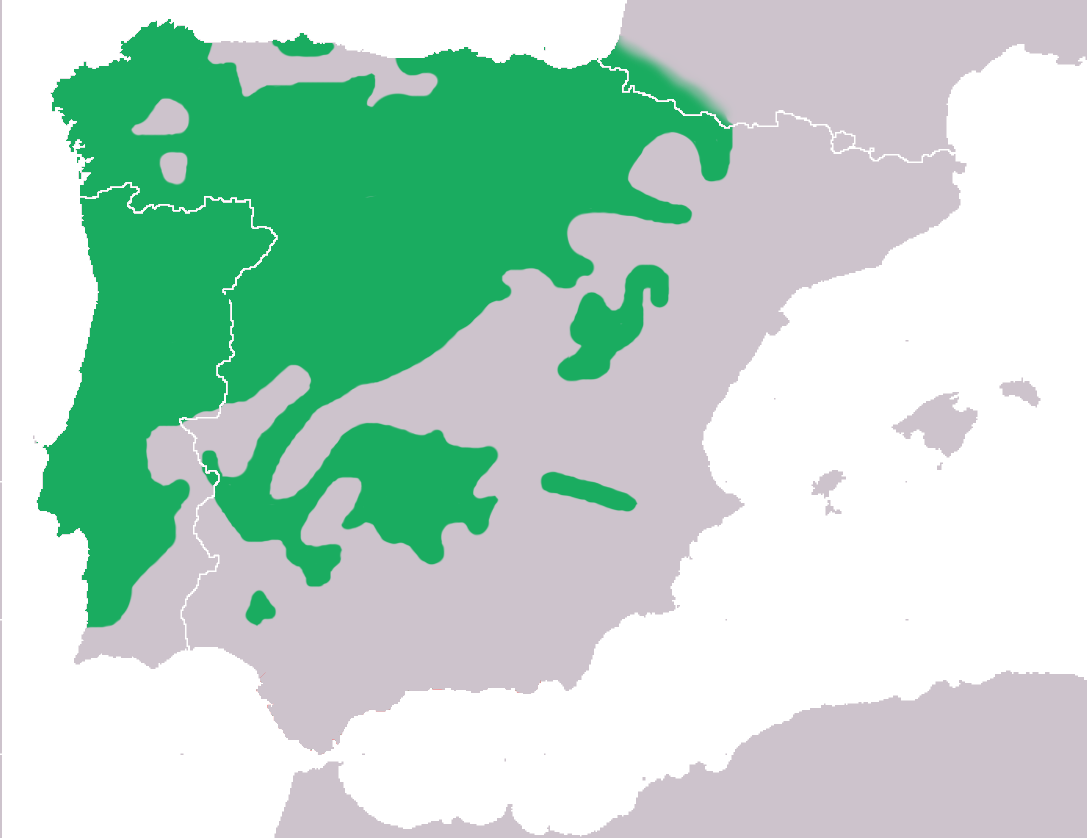
Areale di H. molleri

La specie è endemica della Penisola iberica, si ritrova in Portogallo, Spagna e marginalmente in Francia sud-occidentale.
Vive sulla vegetazione nei pressi dell'acqua o comunque in zone umide, Come prati, canneti, siepi, giardini.

## Biologia

### Alimentazione
È una specie insettivora e con abitudini notturne, durante il giorno riposa nascosta tra la vegetazione.

### Riproduzione
Durante la primavera le raganelle raggiungono le raccolte d'acqua ed i maschi cantano per attirare le femmine. I maschi possiedono solo un sacco vocale.
L'accoppiamento è ascellare ed avviene in acqua, la femmina depone le uova e il maschio le feconda.